# Can't Say No (Conor Maynard)
Can't Say No è il singolo di debutto del cantante inglese Conor Maynard, estratto come primo singolo dal suo album di debutto intitolato Contrast, pubblicato il 30 luglio 2012. Il brano è entrato nella rotazione radiofonica il 2 marzo 2012, ed è stato reso anche disponibile per il download in Australia, Belgio, e in Nuova Zelanda.

## Il singolo
Il singolo Can't Say No è stato pubblicato in Europa il 2 marzo, ma solo nel Regno Unito è stato pubblicato il 15 aprile debuttando come secondo nella Official Singles Chart entro la fine della settimana del 28 aprile 2012.

## Il video
Il video musicale del brano Can't Say No mostra Conor Maynard che incontra i suoi amici ed insieme vanno ad una festa.

## Classifiche
| Classifica (2012) | Posizione massima |
| ----------------- | ----------------- |
| Australia         | 38                |
| Belgio            | 35                |
| Canada            | 75                |
| Germania          | 63                |
| Irlanda           | 13                |
| Italia            | 42                |
| Nuova Zelanda     | 21                |
| Scozia            | 3                 |
| Regno Unito       | 2                 |
| Stati Uniti       | 6                 |